# Іченька

Іченька та м. Ічня на мапі Ґ.Сансона, 1674 рік

І́ченька — річка на півдні Чернігівської області. Притока річки Удай.
Іча

## Походження назви
Назва Іченька імовірно тюркського походження. Могла прищепитися до річки в часи заселення Чернігівської землі тюркськими племенами на межі Х ст. На прибережних луках чорні клобуки випасали своїх коней, а на водопій водили їх до річки. Слово «ічень» — означає «водопій» (хоча наголос на останній склад ставить під сумнів цю версію)[джерело?].

## Опис
Іченька бере початок на схід від міста Ічні, в урочищі Верхівня. Тече спочатку на захід, а перед селом Хаєнки змінює свій напрямок на південно-західний. Загальна довжина Іченьки становить майже 30 км. Площа басейну приблизно 168 км². Живиться річка переважно атмосферними опадами з помітною участю підземних вод. Іченька має 14 невеличких приток. Більшість з них нині перетворилися на ставки, з'єднані заболоченими ділянками. Навесні притоки наповнюють Іченьку, але влітку вони міліють, місцями пересихають. 
Іченька — рівнинна річка. Виток на висоті 165 м над рівнем моря, а гирло — 132 м. Утворює велику кількість ставків, боліт. 
Іченька впадає в Удай, який є притокою Сули. Разом з водами Удаю та Сули вона тече до Дніпра.